# Grand-Place de Tirlemont
Pour les articles homonymes, voir Grand-Place (homonymie).
La Grand-Place (en néerlandais : Grote Markt) est la place centrale de la ville belge de Tirlemont (province du Brabant flamand). Avec une superficie de 15 900 m2, c'est la plus grande grand-place de Belgique après celle de Saint-Nicolas. 

## Historique
À l'origine, cette zone était en dehors du vieux centre-ville. Le Dries était le nom médiéval des maigres prés situés à l'extérieur de la porte lombarde. Au xvie siècle, la place située devant l'hôtel de ville s'appelait Koeimarkt (Marché aux vaches). À la fin du xvie siècle, le centre de Tirlemont est déplacé vers la Grand-Place. Après la destruction de Tirlemont qui résulte du siège de 1635, le Dries devient définitivement le nouveau centre de la ville. En 2020 et 2021, la grand-place est réaménagée.

## Autour de la grand-place
Il existe un certain nombre de constructions importantes sur et autour de la Grand-Place :
- l'hôtel du Plat d'Étain ;
- l'hôtel de ville ;
- l'église Notre-Dame-au-Lac ;
- l'ancien Musée du sucre (nl) ;
- Het Toreke (nl), ancienne prison transformée en musée ;
- de Boomkes, un parc de châtaigniers sauvages ;
- De Groene, une statue du sculpteur Jef Lambeaux[3] ;
- de ster (l'étoile), une rose des vents[4] ;
- la Maison Debaus.

## Galerie

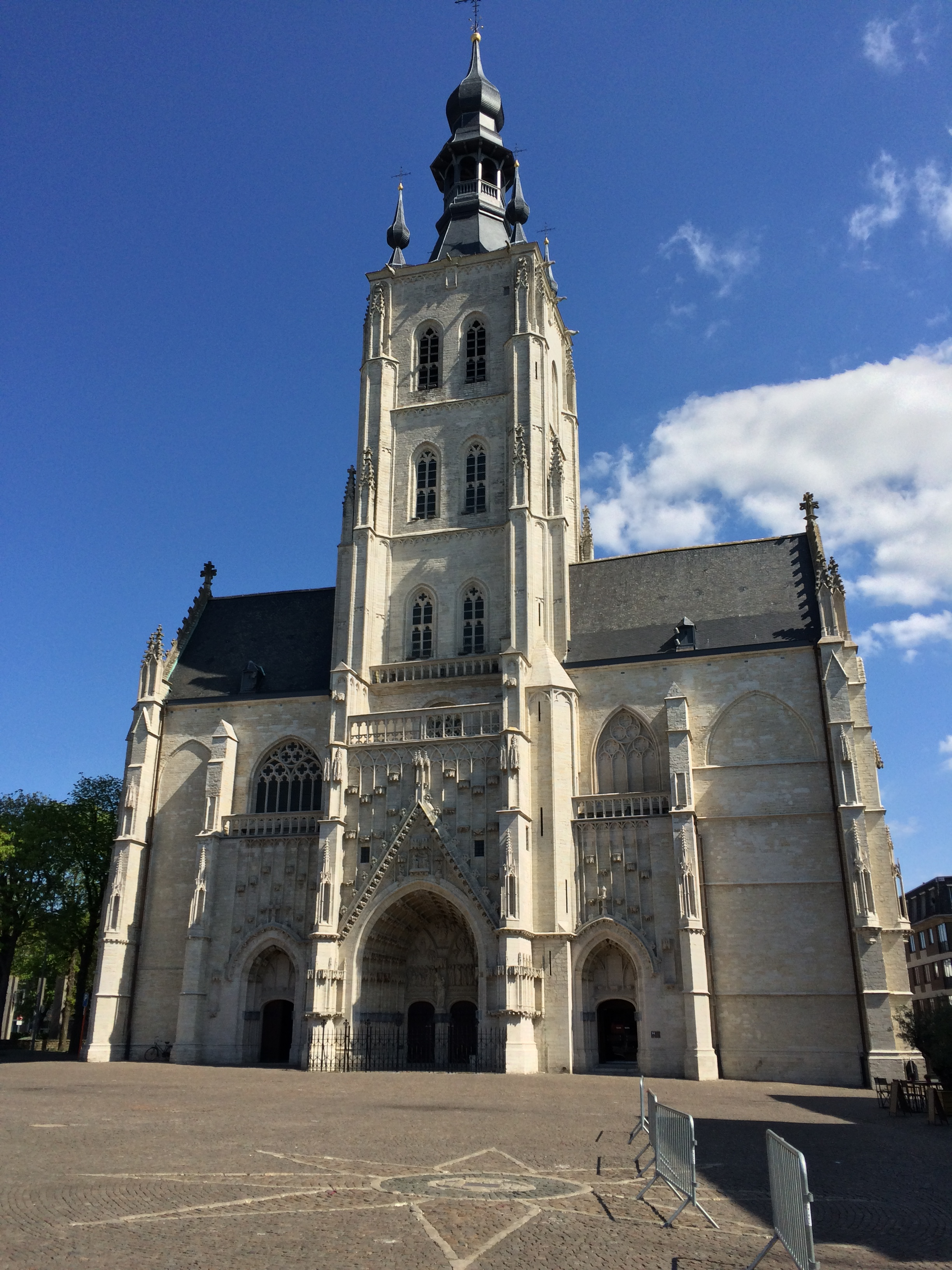
Église Notre-Dame-au-Lac
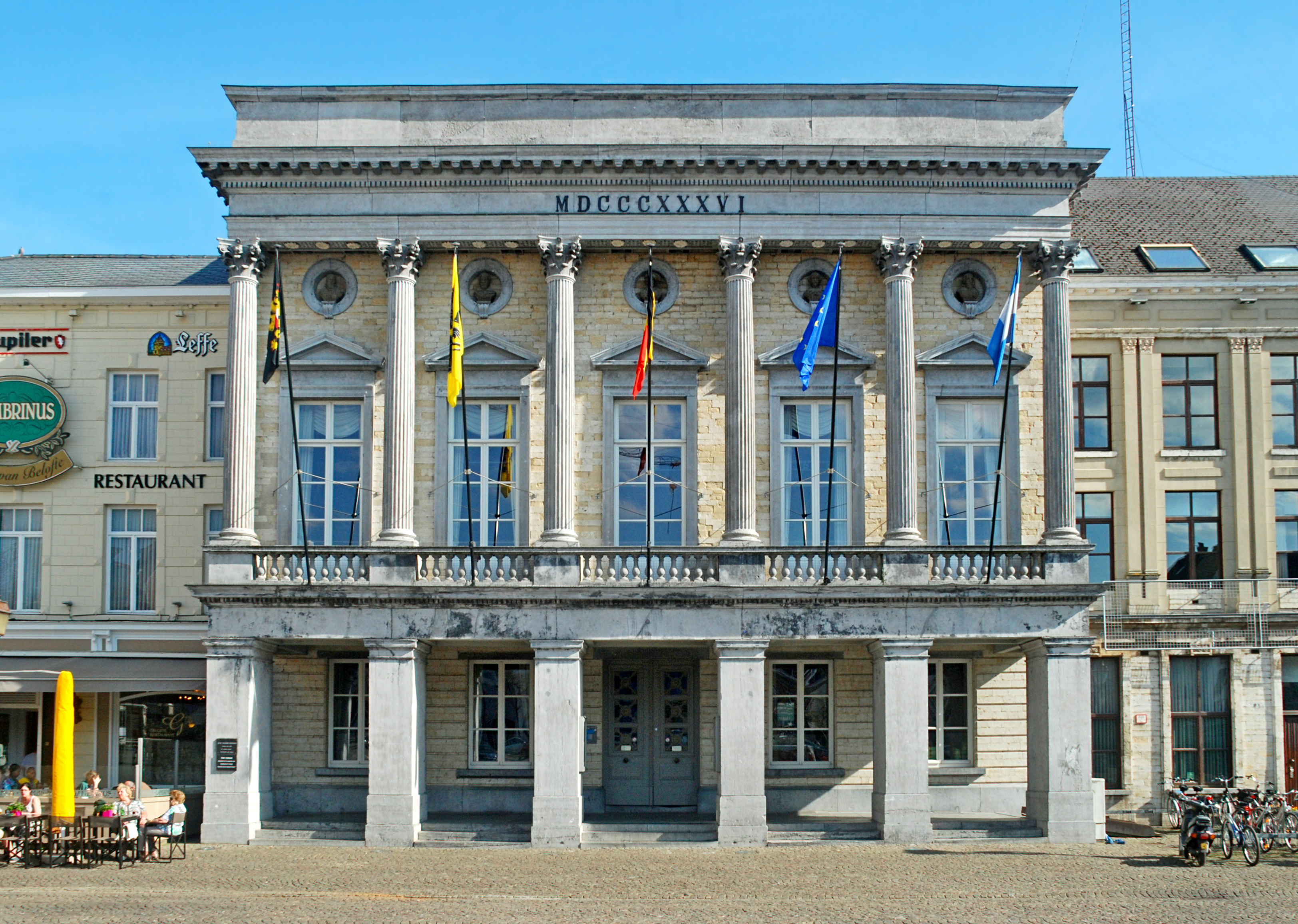
Hôtel de ville
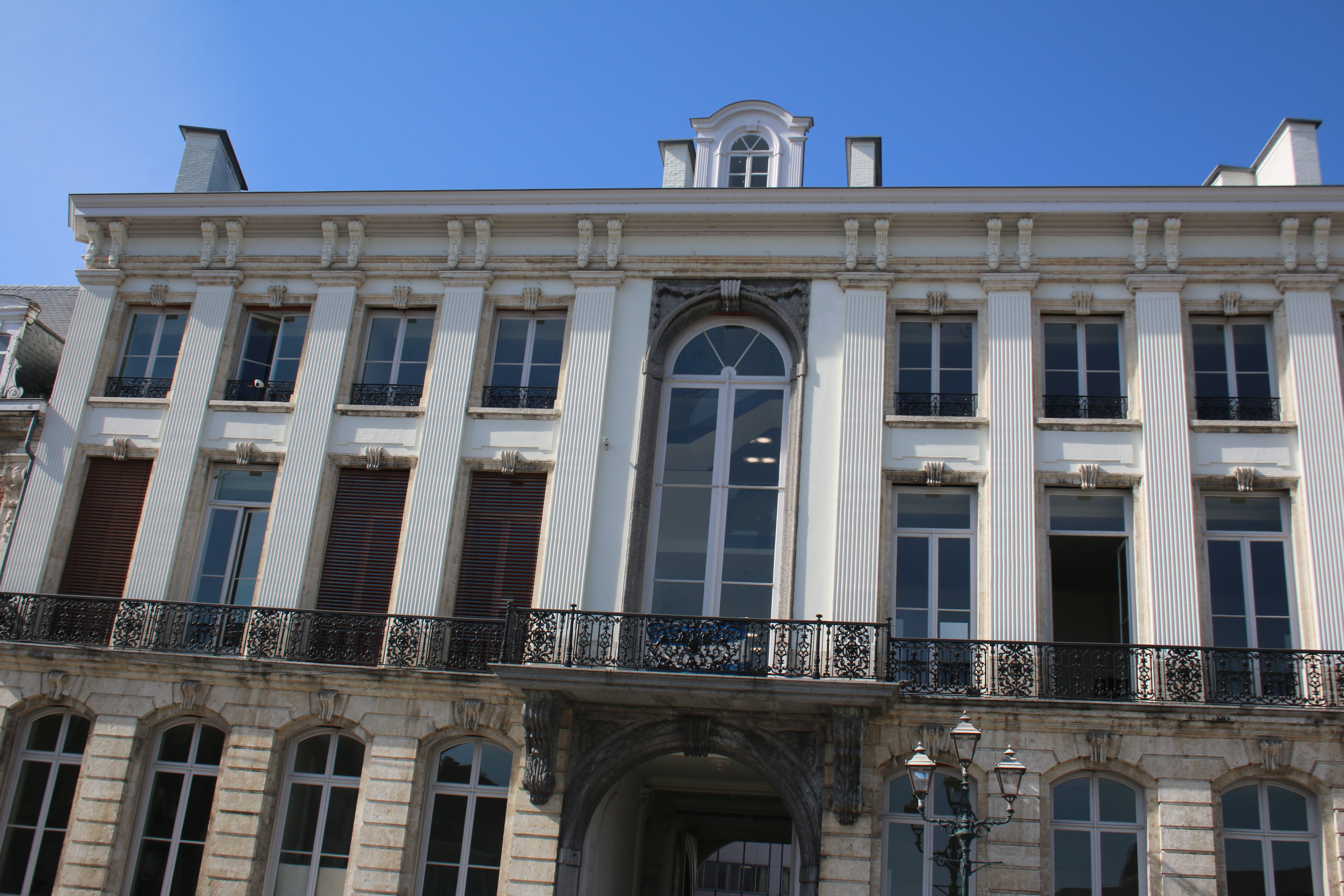
Hôtel du Plat d'Étain
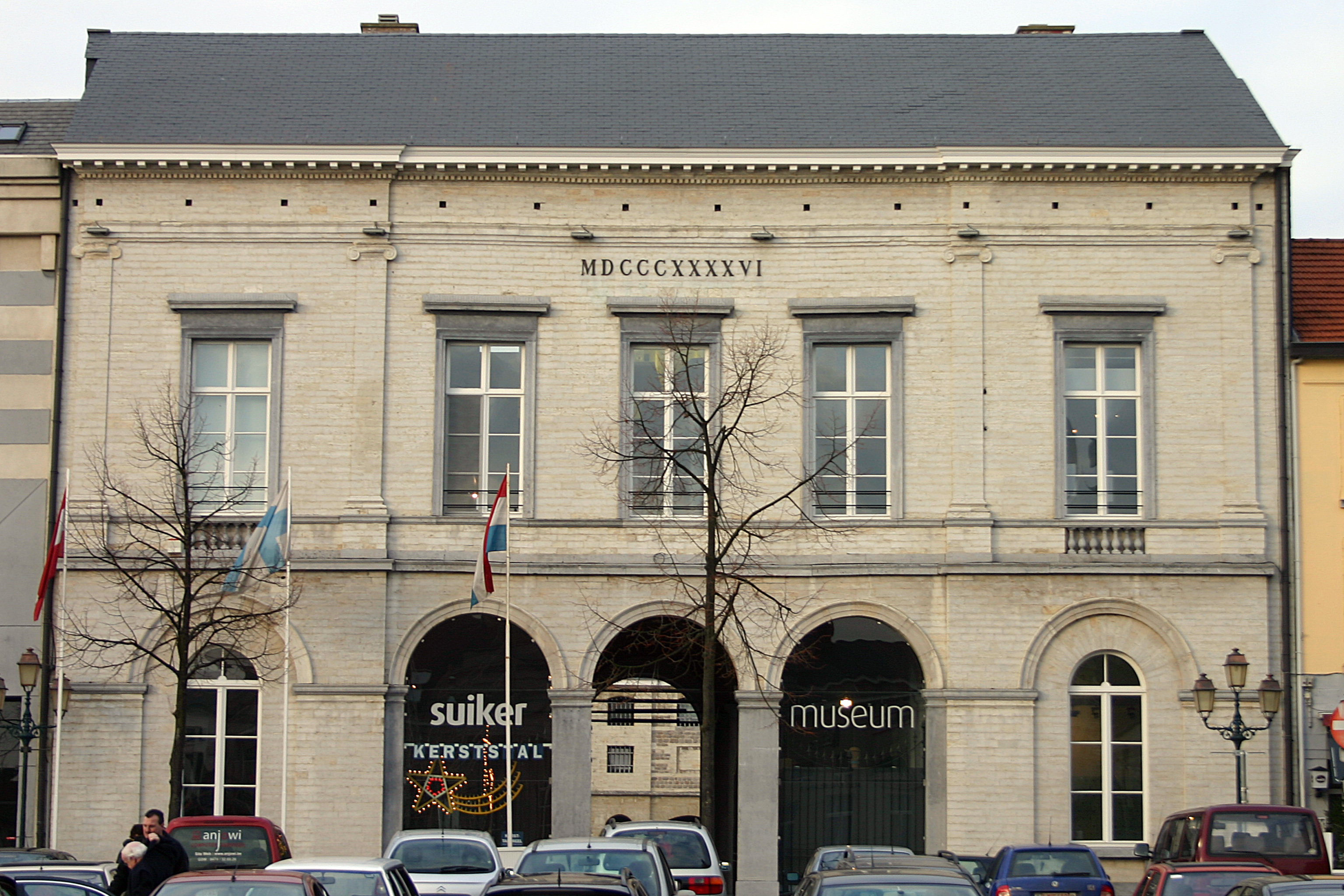
L'ancien musée du sucre
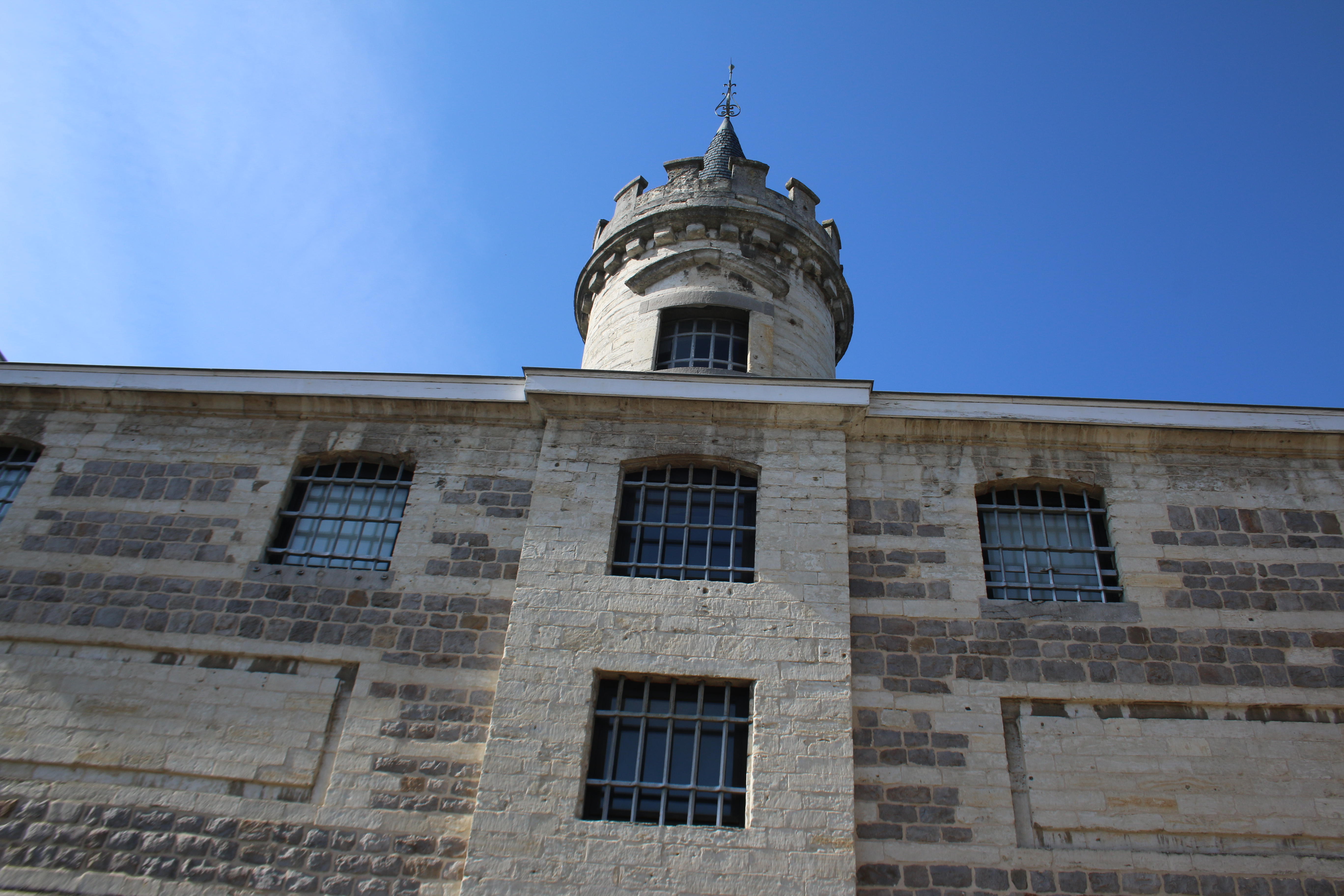
Het Toreke